# Chicago Boys
Chicago Boys là một nhóm các nhà kinh tế Chile nổi bật vào khoảng những năm 1970 và 1980, phần lớn được đào tạo tại Khoa Kinh tế của Đại học Chicago dưới Milton Friedman và Arnold Harberger, hoặc tại chi nhánh của nó trong khoa kinh tế tại Đại học Công giáo Giáo hoàng Chile. Khi trở về Mỹ Latinh, họ đã thông qua các vị trí trong nhiều chính phủ Nam Mỹ, bao gồm cả chế độ độc tài quân sự Chile (1973.19901990. Là cố vấn kinh tế, nhiều người trong số họ đạt được vị trí cao trong số đó. Heritage Foundation ghi nhận họ với chuyển đổi Chile thành nền kinh tế hoạt động tốt nhất ở Mỹ Latinh và là một trong những khu vực pháp lý thân thiện với doanh nghiệp nhất thế giới. Tuy nhiên, các nhà phê bình chỉ ra sự gia tăng mạnh mẽ của thất nghiệp có thể được quy cho các chính sách được thực hiện theo lời khuyên của họ để chống lạm phát. Một số người (chẳng hạn như người đoạt giải Nobel Amartya Sen) đã lập luận rằng những chính sách này được cố tình nhằm phục vụ lợi ích của các tập đoàn Mỹ với chi phí của dân số Mỹ Latinh. Peter Kornbluh tuyên bố rằng trong trường hợp của Chile, những nỗ lực gây bất ổn của nền kinh tế Chile đã chấm dứt một khi các chàng trai Chicago có được ảnh hưởng chính trị; đây có thể là nguyên nhân cơ bản thực sự của sự tăng trưởng kinh tế tiếp theo.

## Lịch sử
Thuật ngữ "Những chàng trai Chicago" đã được sử dụng ít nhất là từ những năm 1980 để mô tả các nhà kinh tế học người Mỹ Latinh đã nghiên cứu hoặc đồng nhất với các lý thuyết kinh tế tự do sau đó được giảng dạy tại Đại học Chicago, mặc dù một số trong số họ đã lấy được bằng tại Harvard hoặc MIT (xem bên dưới). Họ ủng hộ việc bãi bỏ quy định rộng rãi, tư nhân hóa và các chính sách thị trường tự do khác cho các nền kinh tế được kiểm soát chặt chẽ. Các chàng trai Chicago nổi lên khi các nhà lãnh đạo của những cải cách ban đầu được khởi xướng ở Chile trong thời cai trị của Tướng Augusto Pinochet. Milton và Rose Friedman đã sử dụng thuật ngữ "Những chàng trai Chicago" trong cuốn hồi ký của họ: "Năm 1975, khi lạm phát vẫn còn hoành hành và suy thoái kinh tế thế giới đã gây ra trầm cảm ở Chile, Tướng Pinochet đã chuyển sang "Những chàng trai Chicago" các vị trí trong chính phủ.